# Thanos (Universo cinematográfico de Marvel)
Thanos es un personaje ficticio interpretado principalmente por Josh Brolin a través de captura de movimiento en el Universo cinematográfico de Marvel (MCU), basada en el supervillano de Marvel Comics del mismo nombre. Thanos es representado como el antagonista principal de la saga del infinito mostrado como un señor de la guerra alienígena del condenado planeta Titán con una mentalidad maltusiana y una agenda genocida galáctica. Su objetivo principal es obtener las seis Gemas del Infinito, gemas cósmicas con el poder de estabilizar la superpoblación del universo y evitar lo que él ve como su inevitable desaparición. Con la ayuda de sus hijos adoptivos y después de la Guerra del Infinito principalmente contra los Vengadores, los Guardianes de la Galaxia, y sus aliados, Thanos logra ensamblar las Gemas dentro de su Guantelete y ejecutar el Blip, que desintegra a la mitad de toda la vida en el universo. Luego atomiza las gemas y se retira, pero finalmente Thor lo mata con el poderoso Stormbreaker.
Thanos es una figura central en la Saga del Infinito del MCU, habiendo aparecido en cinco películas, sobre todo teniendo protagonismo en Avengers: Infinity War (2018) y Avengers: Endgame (2019).
Varias versiones de Thanos dentro del multiverso del MCU también aparecen en Endgame, la serie animada de Disney+ What If...? (2021-presente) y la película de la fase 4 Doctor Strange in the Multiverse of Madness (2022).
El personaje ha sido bien recibido tanto por la crítica como por los fanáticos. Thanos a menudo se acredita como uno de los mejores villanos del MCU, así como uno de los mejores villanos cinematográficos de todos los tiempos.

## Biografía del personaje ficticio

### Primeros años de vida
Thanos nace hace aproximadamente 1.000 años en el planeta Titán de A'Lars, junto con su hermano Eros.  Eventualmente, Thanos se da cuenta de que el crecimiento de la población de Titán inevitablemente resultará en su caída debido a la falta de recursos, por lo que propone matar a la mitad de la población del planeta al azar. Sin embargo, su gente rechaza su solución como pura locura y lo expulsa. Con el tiempo, la predicción de Thanos se cumple y es testigo de la muerte de su pueblo hasta que es el único miembro superviviente de la raza Titán.

### Equilibrando el universo
Thanos concluye que otros planetas eventualmente sufrirán el mismo destino que Titán y cree que su destino es eliminar a la mitad de la población del universo para que los sobrevivientes puedan prosperar. Para realizar su "gran plan", toma el mando de un buque de guerra, el Sanctuary II, y se embarca en una campaña de conquista y genocidio. Se vuelve reconocido y muy temido por su poder e influencia. Thanos también toma el control de varios ejércitos, incluidos los Chitauri, los Sakaarans y los Outriders.  Forja alianzas con el Otro y Ronan el Acusador. Además, ocasionalmente adopta niños huérfanos de los planetas que invade, incluidos Gamora, Nebula, Ebony Maw, Corvus Glaive, Cull Obsidian y Proxima Midnight. Thanos presta especial atención a Gamora, a quien considera su favorita.  Eventualmente, Thanos se entera de las seis Gemas del Infinito y se embarca en una misión para recolectarlas con el fin de usarlas para cumplir su misión de manera instantánea. Antes de 2012, encuentra la Gema de la Mente y la coloca dentro de un cetro. 
En 2012, Thanos ordena al Otro que forme una alianza con Loki, un príncipe exiliado de Asgard y le proporciona el cetro de la Gema de la Mente y el ejército Chitauri para subyugar a la Tierra a cambio de recuperar la Gema del Espacio dentro del Teseracto. Tras la derrota de Loki a manos de los Vengadores y la pérdida de la Gema de la Mente, el Otro informa a Thanos sobre el fallido ataque a la Tierra. 
En 2014, Thanos localiza la Gema del Poder y envía a Ronan, Gamora y Nébula a recuperarla. Sin embargo, los tres lo traicionan: Gamora se une a los Guardianes de la Galaxia, Ronan decide quedarse con la Gema del Poder y renuncia a su alianza con Thanos, y Nébula se pone del lado de Ronan cuando jura matar a Thanos después de destruir a Xandar. Los Guardianes de la Galaxia derrotan a Ronan y dejan el cuidado de la Gema del Poder con los Nova Corps. 
En 2015, Thanos llega a Nidavellir y obliga a los enanos nativos a forjar un Guantelete para contener las seis gemas, antes de matarlos a todos, excepto a Eitri, a quien le quema sus manos para que no construya más armas. Thanos, enojado por los fracasos de sus reclutas, se pone el Guantelete y promete encontrar las Gemas él mismo. 

### El Blip
En 2018, Thanos está acompañado por sus hijos y diezman a Xandar para recuperar la Gema del Poder. Poco después, interceptan al Statesman, que lleva refugiados asgardianos después de la destrucción de su mundo, y matan a la mitad de ellos, al tiempo que incapacitan a su rey Thor. Thanos intenta intercambiar el Teseracto de Loki a cambio de la vida de Thor, pero Thanos es atacado por Hulk, a quien derrota fácilmente. Después de que Heimdall salva a Hulk, enviándolo a la Tierra a través del Bifrost,  Thanos lo mata. Luego destruye el Teseracto, obtiene la Gema del Espacio en su interior y ordena a sus hijos que recuperen las Gemas de la Mente y el Tiempo en la Tierra antes de reunirse con él en Titán. Después de matar a Loki, Thanos destruye la nave y se teletransporta a sí mismo y a sus hijos; Sin saberlo, dejando vivo a Thor. 
Thanos viaja a Knowhere y obtiene la Gema de la Realidad de Taneleer Tivan. Los Guardianes de la Galaxia, Peter Quill, Drax, Mantis y Gamora llegan para intentar detenerlo. Thanos usa la Gema de la Realidad para derrotarlos rápidamente antes de capturar a Gamora y teletransportarse con ella. Sabiendo que ella había aprendido la ubicación de la Gema del Alma, él la obliga a que se la revele a cambio de salvar a Nébula, a quien ha capturado y ha estado torturando por tratar de matarlo. Thanos y Gamora viajan a Vormir, donde el guardián de la Gema del Alma, Johann Schmidt, les informa que la Gema requiere el sacrificio de un ser querido, lo que requiere que Thanos arroje a Gamora por un precipicio entre lágrimas hasta su muerte. 
Thanos llega a Titán esperando encontrarse con Ebony Maw, pero en su lugar se encuentra con Stephen Strange y se entera de que Maw ha sido asesinado. Luego, Thanos es emboscado por Tony Stark, Peter Parker, Quill, Drax y Mantis. Se produce una batalla y Nébula también llega para luchar contra él. Thanos queda incapacitado brevemente por sus esfuerzos combinados, pero antes de que Stark y Parker puedan quitarle el Guantelete de su mano, Nébula se da cuenta de que él asesinó a Gamora, lo que lleva a Quill a atacarlo impulsivamente en un ataque de ira. Thanos se libera de su control y los domina. Después de apuñalar a Stark tras una larga pelea, se prepara para matarlo, pero Strange lo detiene, proponiéndole entregarle la Gema del Tiempo a cambio de salvar la vida de Stark. 
En Wakanda, Cull Obsidian, Proxima Midnight y Corvus Glaive lanzan una invasión, pero no logran recuperar la Gema de la Mente y mueren en la batalla que sigue. Thanos se teletransporta a Wakanda y encuentra la resistencia de los Vengadores y sus aliados: Steve Rogers, Bruce Banner, Natasha Romanoff, Bucky Barnes, Sam Wilson, James Rhodes, T'Challa, Okoye y Groot. Él los domina sin esfuerzo mientras se prepara para tomar la Gema de la Mente de Visión. Wanda Maximoff puede detenerlo por unos momentos mientras mata a Vision para destruir la Gema de la Mente. Sin embargo, Thanos usa la Gema del Tiempo para revertir sus acciones y arranca la Gema de la cabeza de Visión, matándolo. Thanos noquea a Maximoff y coloca la gema final en su Guantelete. Sin embargo, es atravesado en el pecho por el hacha de Thor, Stormbreaker (Rompe-tormentas, en español).
Gravemente herido, Thanos es tentado por un Thor vengativo, pero logra chasquear los dedos, diezmando con éxito la mitad de toda la vida en el universo. Con su misión completa, se teletransporta al Jardín, donde descansa. 

### Muerte
Veintitrés días después, Thanos, que ahora vive en el Jardín, es emboscado por Rogers, Romanoff, Thor, Rhodes, Banner, Carol Danvers, Rocket Raccoon y Nébula, quienes buscan obtener las Gemas para revertir sus acciones. Se las arreglan para someterlo y Thor le corta el brazo izquierdo con la Stormbreaker, solo para descubrir posteriormente que el Guantelete del Infinito estaba vacío. En eso, Thanos les revela que este usó las Gemas para destruirlas con el fin de evitar la tentación de usarlas otra vez y evitar que cualquiera intentase revertir sus acciones previas y que tal acción casi lo acaba matando, sin embargo un enfurecido Thor acaba por decapitarlo brutalmente con su Stormbreaker en un ataque de furia.

### Legado
Las acciones de Thanos tienen un impacto universal, y los Vengadores sobrevivientes trabajan para sofocar el caos que causó en la Tierra y otros planetas hasta que finalmente deshacen sus acciones cinco años después, en 2023. 
Maximoff tiene escenas retrospectivas de Thanos desactivando Visión y, en su dolor extremo, tiene un colapso mental que provoca una liberación de energía que crea, sin saberlo, una realidad falsa. 
Ajak, líder de los Eternos, le informa a Ikaris que cuando Thanos borró la mitad de toda la vida en el universo, sin darse cuenta retrasó la Emergencia, salvando a la Tierra y a muchos otros planetas de la destrucción total. Ella explica además que cuando los Vengadores restauraron la población, crearon las condiciones necesarias para la Emergencia, pero también la convencen de que la Tierra merece ser salvada. Después de que los Eternos detienen la Emergencia y algunos de ellos se preparan para localizar a otros de su especie repartidos por el universo, su nave es abordada por Eros, hermano de Thanos. 
El repentino regreso de la población también tiene un impacto drástico, por ejemplo en la Tierra, donde sus gobiernos intentan reintegrar a la población Blipeada. Esto provoca conflictos socioeconómicos y el surgimiento de entidades como los Flag Smashers que creen que Thanos tenía razón. Sienten que la vida era mejor durante el Blip y utilizan el terrorismo para evitar la repatriación forzosa y buscar unificar el mundo.  Además, la frase "Thanos was right" (Thanos tenía razón, en español) se observa en la cultura humana popular, donde la gente pinta la frase en espacios públicos y la usa en mercadería con fines de lucro.
En Nueva Asgard, con ideas frescas sobre Thanos, Valkyrie y Miek asisten a la gran inauguración de "Infinity Conez", que vende conos de helado con dulces alrededor del helado para representar cada Gema del Infinito.  

## Versiones alternativas

### Batalla de la tierra
En un 2018 alternativo, después de enterarse del asalto de Thanos a la Tierra y asumir que él será la causa de su destrucción profetizada en su línea de tiempo, Glenn Talbot infundido con gravitonio, se volvió cada vez más narcisista y desquiciado bajo la influencia corruptora del gravitonio y creyendo puede salvar al mundo del propio Thanos,     intenta extraer más gravitonio del núcleo de la Tierra para aumentar su poder.  Sin darse cuenta, destruye la Tierra y a todos en ella, incluido Thanos, y cumple la profecía que pretendía evitar.  
En un 2014 alternativo, Thanos, después de conquistar un planeta, envía a Gamora y Nébula a la nave de Ronan para recuperar la Gema del Poder. Sin embargo, se da cuenta de que los Vengadores usan el viaje en el tiempo cuando Nébula lo alerta sobre la llegada de su yo futuro. Tras capturarla, Thanos luego extrae los recuerdos de Nébula 2023 a través de la conciencia de Nébula 2014. Se entera de que su futuro yo tuvo éxito y que los Vengadores lo mataron y están tratando de deshacer su trabajo. Él hace que Nébula 2014 se haga pasar por su yo futuro y viaje a 2023 para que pueda usar el Reino Cuántico para llevar a Thanos y su ejército allí. 
Los Vengadores obtienen con éxito las Gemas y reviven a las víctimas de Thanos en 2023. Inmediatamente después, Thanos, dentro de su nave Sanctuary II, sale del Reino Cuántico y abre fuego contra el Complejo de los Vengadores, destruyéndolo. Mientras su ejército busca las Piedras, Thanos se involucra en una intensa pelea con Stark, Rogers y Thor, durante la cual declara que la misión de los Vengadores de deshacer el trabajo de su futuro yo fallecido ha endurecido su determinación, y que para que el universo sea verdaderamente equilibrado, toda la existencia debe ser destruida, reconstruida de nuevo y repoblada con una vida que solo conoce la gratitud. 
Thanos derrota a Stark y Thor, dejando solo a Rogers en pie. Convoca a todo su ejército, pero los ejércitos restaurados de Vengadores, Guardianes, Wakandianos y Asgardianos, los Maestros de las Artes Místicas y los Devastadores llegan y se enfrentan a Thanos y su ejército en una batalla final. Después de una intensa lucha, Thanos obtiene el Nano Guantelete, pero Stark puede distraerlo lo suficiente como para recuperar las Gemas del guantelete. El señor de la guerra solo puede mirar mientras Stark chasquea los dedos. Aunque Thanos y su ejército se borran de la existencia, y termina con la victoria de los Vengadores en la batalla, el uso del Nano Guantelete también resultó en que Stark perdiera la vida. 

### What If...?
Varias versiones alternativas de Thanos aparecen en la serie animada What If...?, con Brolin retomando su papel.

#### Uniéndose a los Devastadores
En una realidad alternativa, Star-Lord T'Challa convence a Thanos para que cambie su forma de actuar y se una a los Devastadores al afirmar que hay otras formas de preservar los recursos conocidos del universo. Una mordaza corriente es que Korath el Perseguidor llamó a Thanos con el nombre de "Capitán Genocidio". Thanos participa en su misión contra el Coleccionista en 2008, donde lucha contra Cull Obsidian y Proxima Midnight, quienes, en esta realidad, ya no están a su servicio después de que el Coleccionista llena el vacío de poder y se convierte en el capo del inframundo intergaláctico después de que Thanos se une al grupo de los Devastadores. En cambio, se convierten en la fuerza de seguridad privada del Coleccionista junto con Ebony Maw y Corvus Glaive. Thanos luego se involucra en la batalla contra Cull Obsidian y Proxima Midnight. Tras la derrota del Coleccionista, Thanos y los Devastadores viajan a Wakanda, donde Thanos entabla una conversación con Okoye sobre su antiguo plan para matar a la mitad del universo. 

#### Brote de zombis
En un 2018 alternativo, Thanos llega a la Tierra en Wakanda con su Guantelete casi completo, pero es infectado por un virus cuántico y se transforma en un zombi . 

#### Asesinado por Ultrón
En una realidad alternativa, Thanos llega a la Tierra para recuperar la Gema de la Mente después de recolectar las otras Gemas del Infinito, pero Ultron lo mata rápidamente y usa un ataque láser para cortarlo por la mitad. Ultrón luego procede a tomar las Gemas para sí mismo y se dispone a matar toda la vida en el Multiverso. 

#### Asesinado por Gamora
En una realidad alternativa, Thanos es asesinado por Gamora, quien reclama su posición de señor de la guerra, su armadura y su espada.

### Tierra-838
En una realidad alternativa, Thanos es asesinado en Titán por los Illuminati, quienes usan el poder del Libro de los Vishanti para atravesarlo con su propia espada de doble filo. 

## Concepto y creación

### Antecedentes y desarrollo
Jim Starlin concibió a Thanos durante un curso de psicología en la universidad y lo presentó como un villano en The Invincible Iron Man #55 (febrero de 1973). Starlin originalmente diseñó al personaje como flaco y larguirucho, pero el editor Roy Thomas sugirió que "lo reforzara". En los cómics, Thanos es un miembro mutante de la raza de superhumanos conocida como Titanian Eternals. El personaje posee habilidades comunes a los Eternos y es capaz de demostrar una enorme fuerza, velocidad, resistencia e invulnerabilidad sobrehumanas, entre otras cualidades.

### Casting y apariciones
El MCU comenzó a construir hacia Thanos en The Avengers (2012), en el que Damion Poitier interpretó al personaje en un cameo sin acreditar. Fue idea de Joss Whedon incluir a Thanos en la película, ya que las únicas instrucciones que recibió de Kevin Feige fueron que los villanos de la película deberían ser extraterrestres, y el resto dependía de Whedon. En mayo de 2014, Josh Brolin firmó un contrato de varias películas para interpretar al antagonista, debutando en Guardianes de la Galaxia (2014). Originalmente, Thanos iba a tener un papel más importante en la película, pero Whedon sintió que el personaje debía enhebrarse con más cuidado. Los guionistas Christopher Markus y Stephen McFeely señalaron que la presencia persistente de Thanos en la franquicia ayudó a legitimarlo como una amenaza antes de Avengers: Infinity War (2018). A pesar de esto, se había dedicado poco tiempo en pantalla a la historia y las motivaciones de Thanos. Markus declaró: "No tenemos un elemento de sorpresa [con su presentación en Infinity War]... Puede contar con muchas escenas en las que aclaramos mucho sobre él desde el principio", y McFeely agrega: "Nos corresponde a nosotros darle una historia real, intereses reales, personalidad real y un punto de vista real".
Infinity War pasó por numerosas iteraciones de la historia y, en el transcurso del desarrollo, la presencia de Thanos en la película creció. El supervisor de efectos visuales Dan Deleeuw señaló que "Thanos pasó de ser un villano secundario a uno de los personajes principales que impulsan la trama". En un borrador, la película se contó directamente desde la perspectiva de Thanos con él como narrador.  En un momento se consideró explorar más la historia de fondo de Thanos a través de flashbacks, pero solo se creó arte conceptual y no se filmaron escenas que involucraran a un Thanos más joven. A pesar de liderar el elenco en tiempo de pantalla en Infinity War  y ser considerado por muchos como el personaje principal de la película, Thanos tuvo un papel secundario en Avengers: Endgame (2019). McFeely explicó que "tuvimos que darnos permiso para dejar atrás al villano [. . . ] Estás rodando por la pérdida y el robo de tiempo, y crees que es una especie de Vengadores contra la naturaleza".  Joe Russo declaró que después de que Thanos tuvo éxito en Infinity War, ahora está "terminado". El lo hizo. Está jubilado".  Markus y McFeely tuvieron dificultades para incluir en la película al Thanos más antiguo, posterior a Infinity War, debido a que el personaje ya poseía las Gemas del Infinito, hasta que el productor ejecutivo Trinh Tran sugirió que mataran a Thanos en el primer acto de la película.  Markus explicó que la muerte prematura del personaje "reforzó la agenda de Thanos. Ya había terminado... era como, 'Si tengo que morir, puedo morir ahora'".
Las imágenes de archivo de Thanos matando a Loki en Infinity War se muestran en el primer episodio de la serie de televisión de Disney + Loki, en una escena que muestra a Loki viendo cómo será su futuro.

### Caracterización
Un aspecto importante de la historia del cómic de Thanos son sus intentos de cortejar a la manifestación femenina de la Muerte. Esta trama se omitió de las películas, ya que los cineastas optaron por emparejar al personaje con Gamora y centrarse en su relación padre-hija. McFeely explicó esta elección al señalar que Thanos y Gamora tenían mucha historia que querían explorar, lo que agregaría capas a Thanos para evitar que se convierta en "el gran chico malo que se tuerce el bigote y que quiere el poder supremo solo para dominar el mundo y sentarse en un trono". Evitar la historia de la muerte se alejó de la provocación que Whedon usó en Los Vengadores con el personaje, donde Thanos sintió que al desafiar a los Vengadores, estaba cortejando a la muerte. Aunque la provocación fue deliberadamente ambigua, Whedon sintió cuando presentó a Thanos, no sabía qué hacer con él, sintiendo que colgó a Thanos para que se secara. Whedon agregó que "Amo a Thanos. Me encanta su visión apocalíptica, su historia de amor con la muerte. Me encanta su poder. Pero, realmente no lo entiendo". Whedon disfrutó del enfoque que los escritores y los Russos tomaron en Infinity War, dándole a Thanos "una perspectiva real y [haciéndolo] sentirse justo consigo mismo", ya que la historia de la Muerte no necesariamente se traduciría bien.
Incluso cuando no usa las Gemas del Infinito, Thanos demuestra ser un luchador físico habilidoso, derrotando a Hulk en el combate cuerpo a cuerpo en Infinity War y empuñando una doble glaive en el combate en Endgame. También posee fuerza, velocidad y resistencia sobrehumanas.

### Diseño y efectos especiales
Digital Domain trabajó en la creación de Thanos para Infinity War y Endgame, produciendo más de 400 tomas de efectos visuales.  La compañía creó una nueva aplicación de captura facial llamada Masquerade, basada en el concepto de aprendizaje automático a través de algoritmos informáticos, específicamente para la película, comenzando a trabajar en el sistema 3 o 4 meses antes de que comenzara la filmación para desarrollarlo y probarlo. Presentaron sus resultados a Brolin, los Russo y los ejecutivos de Marvel antes de la filmación para demostrar las sutilezas que Brolin podría aportar al personaje, lo que ayudó a informar a Brolin sobre cómo retratar al personaje. Antes del comienzo de la filmación, las expresiones faciales de Brolin se capturaron con el sistema Medusa de ILM, que junto con sus datos de captura de movimiento del set, se enviaron a Masquerade para "crear una versión de mayor resolución de lo que Brolin hizo en el set" para que los animadores pudieran aplicar eso al personaje CGI.  Digital Design consideró que "snap" apareciera brevemente en la pantalla cuando Thanos chasqueara los dedos como una referencia a cómo ocurrió el chasquido en el cómic "Infinity Gauntlet". Port dijo que "aparte de la diversión, exploramos la idea de levantar el gráfico real del marco del cómic que muestra el chasquido, los pequeños triángulos de acción amarillos para un solo cuadro del momento del chasquido. Apreciaron la idea, pero al final no la aceptaron".

#### Cambios en la apariencia física
El diseño de Thanos cambió drásticamente entre su primera aparición en The Avengers y su papel más importante en Infinity War. Con la primera aparición de Brolin en Guardianes de la Galaxia, la tecnología de captura de movimiento se usó para capturar los rasgos faciales de Brolin, y la piel de Thanos también se cambió a un tono más oscuro de púrpura que en Los Vengadores. Los avances en CGI y la tecnología de captura de movimiento permitieron el uso de más características de Brolin en Infinity War y Endgame, al mismo tiempo que cambiaron una vez más el tono púrpura de la piel de Thanos para que se volviera más púrpura más claro. En apariciones anteriores, Thanos tenía cuatro cicatrices en las mejillas y once líneas en la barbilla, pero la cantidad de cicatrices se redujo a tres y la cantidad de líneas en la barbilla se redujo a nueve con la actualización del diseño de Infinity War. Kelly Port, supervisora de VFX de Digital Domain, señaló que el diseño de Thanos tuvo en cuenta las versiones que aparecieron en películas anteriores, pero se ajustó más a las características de Brolin, lo que también ayudó a hacer coincidir su actuación con el personaje digital.  

### Representación
Brolin declaró que basó su interpretación de Thanos inspirándose en la actuación de Marlon Brando como el coronel Kurtz en Apocalypse Now (1979), y dijo en una entrevista en octubre de 2020; "Mencioné a Brando en Apocalypse Now. [Kurtz] que es muy escurridizo y demente, pero lo que dice tiene sentido y es poético". También agregó; "Empecé a ver el paralelo que me gustaba para mí. Me encantó poder recurrir a una película como Apocalypse Now cuando estaba haciendo algo como Avengers".

## Recepción
La interpretación de Thanos en el MCU ha recibido elogios de la crítica, siendo considerado como uno de los mejores villanos del MCU hasta la fecha, así como uno de los mejores villanos cinematográficos de todos los tiempos.  En 2022, WatchMojo nombró a Thanos como el décimo villano cinematográfico más grande de todos los tiempos. También ha sido considerado como uno de los mejores villanos de la década de 2010 y del siglo XXI hasta el momento. Owen Gleiberman de Variety calificó la actuación de Brolin como "sumamente efectiva" y dijo: "Brolin infunde a Thanos con su mirada furiosa manipuladora de ojos rasgados, para que el mal en esta película nunca se sienta menos que personal". Todd McCarthy de The Hollywood Reporter se hizo eco de este sentimiento y dijo que "la lectura tranquila y considerada de Brolin del personaje otorga a esta bestia conquistadora una dimensión emocional inesperadamente resonante, convirtiéndolo en mucho más que una figura de palo grueso de un supervillano". Escribiendo para IGN, Scott Collua señaló que el público "entiende su perspectiva y cree en su dolor", lo que hace que el antagonista sea sorprendentemente comprensivo. Peter Travers de Rolling Stone elogió tanto al personaje como a Brolin: "[Thanos es] con la voz atronadora de un Josh Brolin dinamita en una actuación de captura de movimiento que irradia ferocidad y un sentimiento inesperado". The Atlantic llamó a Thanos un "monstruo inesperadamente resonante, lleno de tristeza e incluso un perverso sentido del honor". 
Los críticos notaron que Thanos fue una mejora significativa con respecto a los antagonistas anteriores de la franquicia. Según Screen Rant, el MCU luchó para crear antagonistas cautivadores durante sus dos primeras fases. Sin embargo, esto cambió en la Fase Tres con villanos bien recibidos como Killmonger y Vulture, que culminó con Thanos, cuyo "repudio a la adoración narrativa del MCU de sus héroes crea una profunda incertidumbre en nuestra expectativa que sigue a través de cada encuentro hacia lo inevitable y horrible conclusión". George Marston atribuyó el éxito de Thanos al "peso detrás de su personaje". Como los mejores villanos de los medios, Thanos se ve a sí mismo como un héroe. Es el poder de la actuación de Brolin lo que comienza a atraer a los espectadores hacia ese objetivo maníaco una y otra vez, casi haciendo que Thanos parezca agradable o quizás incluso razonable, antes de que el absoluto horror de que realmente logre su objetivo se activa". De manera similar, The Washington Post declaró a Thanos de Marvel como el villano más convincente debido a su "inteligencia profunda y reflexiva", así como a su "profunda adherencia a su sistema de creencias".  
Algunos fanáticos criticaron la interpretación de Thanos en Endgame, sintiendo que la variante de 2014 de él era más abiertamente villana en comparación con lo que se estableció en Infinity War, diciendo que terminó "cambiando su plan inusual de equilibrar a la población con una idea menos evocadora de destruir, luego reformando la galaxia". Screen Rant sintió que una vez que Thanos se enteró del complot de los Vengadores para revertir lo que había hecho su yo mayor, "retrocede al recurrir a un objetivo unidimensional para destruir el universo al por mayor", lo que lo hizo parecer más como un "genérico gran mal" en la película. El sitio argumentó que su falta de historia con los Vengadores resultó en la pérdida de matices y conexiones, lo que fue más notable en su batalla climática con Maximoff, ya que ella todavía tenía la muerte de Vision fresca en su mente, pero Thanos la descarta porque en ese momento en toda su vida no había matado a Visión.
En 2017, después de que el escritor de cómics Jim Starlin expresara su insatisfacción con el pago de Marvel por sus personajes de Guardianes de la Galaxia, incluidos Thanos, Gamora y Drax, Disney reajustó su acuerdo para la aparición de Thanos en Infinity War y Endgame. 

### Impacto cultural
Thanos y su "chasquido" generaron mucho entusiasmo en la audiencia. El sitio web, DidThanosKill.Me fue creado para que los fanáticos vieran si Thanos los hubiera salvado o no.  El final de Infinity War también generó la creación del subreddit de Reddit, /r/thanosdidnothingwrong. Un usuario dentro del subreddit sugirió que la mitad de los aproximadamente 20,000 suscriptores en ese momento fueran excluidos del subreddit, para imitar los eventos de la película. Después de que la comunidad estuvo de acuerdo con la medida, los moderadores se acercaron a los administradores de Reddit para ver si la prohibición masiva sería posible. Una vez que los administradores acordaron la prohibición aleatoria de la mitad de los suscriptores, se programó para el 9 de julio de 2018. El aviso de la prohibición inminente hizo que los suscriptores del subreddit aumentaran a más de 700.000, incluidos los dos hermanos Russo.  Antes de la prohibición, Brolin publicó un video que decía "Aquí vamos, usuarios de Reddit" y lo terminó con un chasquido.  Más de 60,000 personas vieron una transmisión en vivo de Twitch de la prohibición, que duró varias horas.  La prohibición de más de 300.000 cuentas, que incluía a Anthony Russo, fue la más grande en la historia de Reddit.   Los prohibidos luego se reunieron en el nuevo subreddit, /r/inthesoulstone. Un usuario de Reddit que participó describió la prohibición como una encarnación del "espíritu de Internet" con personas "que se unen, en masa, en torno a algo relativamente sin sentido pero de alguna manera decididamente increíble e hilarante". Andrew Tigani de Screen Rant dijo que esto mostraba "cuán impactante se ha vuelto la película para la cultura pop. También es un testimonio de lo valiosa que puede ser la interacción de los fans a través de las redes sociales". 
Una popular teoría irónica de los fanáticos con respecto a la derrota de Thanos en Endgame antes del estreno de la película, a la que se hace referencia en broma con el acrónimo "Thanus", afirmaba que Ant-Man mataría a Thanos al entrar en su ano y luego expandirse, volándose el cuerpo de Thanos. Esta teoría se convirtió en un meme generalizado en Internet. Después de que se estrenó la película y se demostró que la teoría era incorrecta, Christopher Markus reveló que, debido a la naturaleza fuerte de los titanes, Ant-Man no habría podido expandirse y simplemente sería aplastado contra las paredes del recto de Thanos.  En 2022, el productor ejecutivo de The Boys, Eric Kripke, confirmó que un personaje presentado en la tercera temporada, Termite, era una parodia de Ant-Man, y sus acciones de matar personas encogiéndose para entrar en sus cuerpos y expandiéndose se inspiraron parcialmente en los memes de Internet sobre Ant-Man entrando al recto de Thanos.
Tras el estreno de Endgame, Google incluyó un icono en el que se puede hacer clic del Infinity Gauntlet en los resultados de búsqueda de Google para "Thanos" o "Infinity Gauntlet" como un huevo de Pascua. Al hacer clic en el ícono, hizo un movimiento de chasquido de dedos antes de que desaparecieran la mitad de los resultados de la búsqueda, similar a la desaparición de caracteres después del Blip.
Durante la campaña para las elecciones presidenciales de Estados Unidos de 2020, una cuenta de Twitter afiliada a la campaña de Trump de 2020 publicó un meme en Internet del entonces presidente de Estados Unidos, Donald Trump, superpuesto a un clip de Thanos declarándose "inevitable" en Endgame, con el meme vuelto a publicar por parte de Trump en su propia cuenta de Instagram. Posteriormente, el creador de Thanos, Jim Starlin, criticó a Trump y dijo que "realmente disfruta comparándose con un asesino en masa". En agosto de 2020, Starlin reveló un nuevo villano para una edición de Dreadstar Returns llamado King Plunddo Tram que se parecía mucho a Trump, siendo Plunddo Tram un anagrama de Donald Trump. En el tema, Tram es decapitado, y Starlin dice que "cierto político que usa un personaje mío en uno de sus anuncios políticos puede haberme irritado un poco. Supuse que estaba abierto a juego en ese momento". 
En marzo de 2021, para felicitar a James Cameron por Avatar que recuperó el título como la película número uno de todos los tiempos en la taquilla mundial sobre Endgame, los hermanos Russo usaron una imagen con la armadura de espantapájaros de Thanos y el logotipo de los Vengadores desempolvando en el logotipo de Avatar.

#### En otros medios
- En la "broma del sofá" de la temporada 30, episodio 12 de Los Simpson, Thanos ocupa el sofá familiar y usa el Guantelete del Infinito para acabar con toda la familia Simpson excepto a Maggie.
- El nombre de Thanos aparece en una lista de invitados en el corto Plusaversary de Los Simpson.
- En Deadpool 2 (2018), Deadpool llama burlonamente a Cable "Thanos", ya que ambos personajes son interpretados por Josh Brolin.
- En 2018, el videojuego Fortnite presentó un modo en el que los jugadores podían jugar como Thanos por un período limitado.  En 2021, Thanos se convirtió en un atuendo cosmético disponible para comprar.
- Una versión alternativa de Thanos, "King Thanos", servirá como el principal antagonista de una atracción centrada en el multiverso en Avengers Campus en Disney California Adventure.

## Mercancías
Se han lanzado varios juguetes desde la aparición de Guardianes de la Galaxia de Thanos. Para la película, Hot Toys lanzó una figura de Thanos con su trono, mientras que Funko lanzó dos variantes de Funko Pop, incluida una que brilla en la oscuridad. Las puertas de los juguetes y la mercancía se abrieron de golpe con el lanzamiento de Infinity War. Hot Toys lanzó una figura de Thanos y un Infinity Gauntlet a escala 1: 1,   mientras que Funko lanzó una variedad de Pops, incluidas múltiples variaciones de figuras de tamaño normal, así como un Pop jumbo de 10 pulgadas.  Pops después del lanzamiento de la película incluyeron un conjunto de seis figuras cromadas, cada una en el color de uno de los Infinity Stones y momentos de la película con Thanos vs. Capitán América y Thor respectivamente.   Funko también ha incluido una variedad de artículos de Thanos en sus cajas de suscripción de Marvel Collector Corps, incluida la caja de Infinity War, que incluía un Pop de Thanos en Sanctuary II, una tapa de llave y una taza Infinity Gauntlet.  LEGO lanzó BrickHeadz y un set tradicional con minifiguras de Iron Man, Star-Lord y Gamora junto con una figura grande de Thanos,   mientras que Hasbro lanzó un paquete de cinco Marvel Legends con Thanos y sus hijos.  Hot Toys lanzó dos figuras de Thanos después de Endgame; una versión regular que vino con el Infinity Gauntlet  y una versión dañada por la batalla que vino con el Nano Gauntlet.  Al igual que con la ola inicial de figuras para Infinity War, Funko lanzó un Thanos de tamaño normal y uno de 10 pulgadas de alto,  mientras que Pops después del lanzamiento de la película incluyó a Thanos en su atuendo Garden.  Después del final de la primera temporada de What If... . ?, Funko anunció un Ravager Thanos Pop. 
Se lanzaron una variedad de juguetes relacionados con Thanos tanto para el décimo aniversario de Marvel Studios como para Infinity Saga. Para el aniversario, Funko lanzó una versión actualizada de Thanos de Guardians of the Galaxy, esta vez con él sentado en su trono.  Para celebrar la Saga del Infinito, Funko lanzó un Thanos Pop con los colores de las Gemas del Infinito,  mientras que LEGO lanzó varios juegos, incluidos dos juegos para la batalla final de Endgame. Uno incluía Sanctuary II  y el otro estaba ambientado en Avengers' Compound. LEGO también lanzó un Infinity Gauntlet con dedos articulados, lo que permite a los constructores ponerlo en una pose de chasquido,  mientras que Hasbro lanzó un paquete de dos Marvel Legends con un Iron Man dañado por la batalla con su armadura Mark LXXXV y un Thanos dañado por la batalla.
Entertainment Weekly lanzó un número de su revista para Infinity War con Thanos en la portada y una entrevista de portada con Brolin. Empire tenía dos portadas para Infinity War  y Endgame  con Thanos; uno disponible para el público en general y otro exclusivo para suscriptores. Muchos carteles estaban disponibles para la compra, incluidos los carteles teatrales de Infinity War y Endgame, que presentaban a Thanos. Otros carteles incluyeron uno exclusivo de Odeon Cinemas  y uno con los hijos de Thanos.  Se lanzaron carteles de edición limitada para el décimo aniversario de Marvel Studios, así como para celebrar la saga Infinity con carteles de las cuatro películas de los Vengadores. Se lanzaron dos carteles para el décimo aniversario, uno que incluye a los héroes y otro para Thanos y los otros villanos.  Para los carteles de los Vengadores, Thanos se incluyó de manera destacada en las versiones de Infinity War y Endgame.  Otras piezas de mercadería incluyen Fatheads,  ropa, accesorios, libros de arte y una variedad de artículos de Infinity Gauntlet.   